# Paul Van Zeeland
 (juin 2021).
Si vous disposez d'ouvrages ou d'articles de référence ou si vous connaissez des sites web de qualité traitant du thème abordé ici, merci de compléter l'article en donnant les références utiles à sa vérifiabilité et en les liant à la section « Notes et références ».
Le vicomte Paul Guillaume van Zeeland, né le 11 novembre 1893 à Soignies et mort le 22 septembre 1973 à Bruxelles, est un avocat, homme politique catholique et homme d'État belge. Juriste, économiste, professeur, banquier et conseiller politique, il est à l'origine de nombreuses réformes économiques et de structures. Il préside les deux premiers gouvernements de Rénovation nationale dans lesquels il exerce les rôles de premier ministre et de ministre des Affaires étrangères de 1935 à 1937. Plus tard, il exerce à nouveau uniquement le rôle de ministre des Affaires étrangères de 1949 à 1954.

## Origines, études et carrière professionnelle
Paul van Zeeland est issu d’une famille aisée dont les ascendants sont originaires du Brabant-Septentrional aux Pays-Bas. Son grand-père vient s’installer en Belgique, à Soignies, pour des raisons religieuses au cours du XIXe siècle. Il est un des fils de l’union de Louis-Léopold van Zeeland et de Marie-Félicie Ynaert et le septième d’une fratrie de huit frères et sœurs.
Ses parents, en particulier sa mère. lui transmettent le goût de l’ambition et de la réussite, si bien que celui-ci devient un élève brillant et modèle. En effet, il effectue ses études au collège Saint-Vincent et termine en tête de classe avec une moyenne de plus de 96 %. Il poursuit son parcours universitaire de manière tout aussi admirable que son parcours scolaire en suivant un bachelier en philosophie thomiste et en décrochant la plus grande distinction des études de philosophie et lettres qu’il suivait simultanément.
Ses études sont interrompues par l’avènement de la Première Guerre mondiale lors de laquelle il fait partie de la « compagnie universitaire de Louvain », se fait prisonnier de guerre pendant plus de quatre ans et est déporté dans plusieurs villes en Allemagne. Il tente de s’échapper trois fois.
La fin de guerre lui permet de reprendre ses études là où il les avait laissées et d’obtenir un doctorat en droit avec la plus grande distinction en 1920. Il poursuit ensuite une formation en sciences politiques et diplomatiques. Ses compétences pluridisciplinaires et sa faculté à briller dans tous les domaines seront les facteurs de la réussite de son futur parcours en politique. Il saisit sa chance pour partir étudier à l’étranger en obtenant une bourse de la Commission for Relief of Belgium (CRB), ce qui lui donne le privilège de se rendre à Princeton, aux États-Unis, pour présenter sa thèse, consacrée à la réforme monétaire, sous la direction du professeur Edwin Kemmerer. Ses connaissances du système monétaire américain constituent pour celui-ci un atout incontestable à cause l’importance des États-Unis et de leur monnaie, le dollar, à la sortie de la guerre. Léon H. Dupriez, un professeur de Van Zeeland, mesure combien l’Amérique est désormais destinée à jouer un rôle important dans la vie internationale et à quel point dès lors les connaissances de ce dernier lui seront utiles sur la scène internationale.
Van Zeeland effectue alors un stage dans une banque, ce qui lui permet d’observer de près le fonctionnement du système bancaire. Lorsqu'il revient en Europe, il a gagné en reconnaissance et est considéré comme un spécialiste de l’économie (en particulier de l’économie américaine, de toute évidence). Il fait figure de pionnier dans la littérature sur l’économie en publiant en 1922 « La réforme bancaire aux Etats-Unis d’Amérique de 1913 à 1921. Le système de réserve fédérale ». Par le biais de cette publication, il en profite également pour critiquer certains aspects de cette structure économique américaine mais également d’autres structures économiques étatiques qui lui déplaisent comme la trop grande dépendance de la finance à la politique.
Il entre à la Banque nationale en 1924 et en sera nommé directeur en 1926, puis « vice-gouverneur » en 1931. Ses compétences dans les questions économiques et monétaires dans les relations internationales lui permettent de faire partie des délégations belges aux grandes conférences économiques européennes et internationales.
Van Zeeland épouse le 18 août 1926 la baronne Renée Dossin de Saint-Georges, fille du lieutenant-général baron Émile Dossin de Saint-Georges, commandant de la 2e division d’armée en 1914-1918.

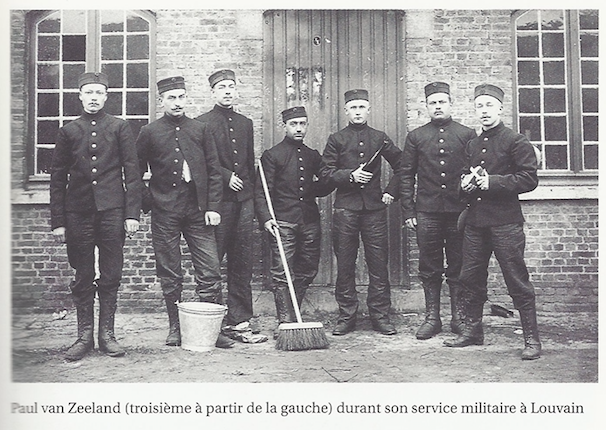
Paul Van Zeeland durant son service militaire à Louvain

À partir de 1928, il décide de partager ses savoirs avec les étudiants belges en enseignant le cours d’analyse financière à l’Université de Louvain. Il participe également à la création de l'Institut de recherches économiques et sociales, dont il devient le directeur. Son réseau de relations et le nombre de ses expériences, notamment internationales, ne cessent de croître au fil des années, de même que sa réputation.

## Vie politique

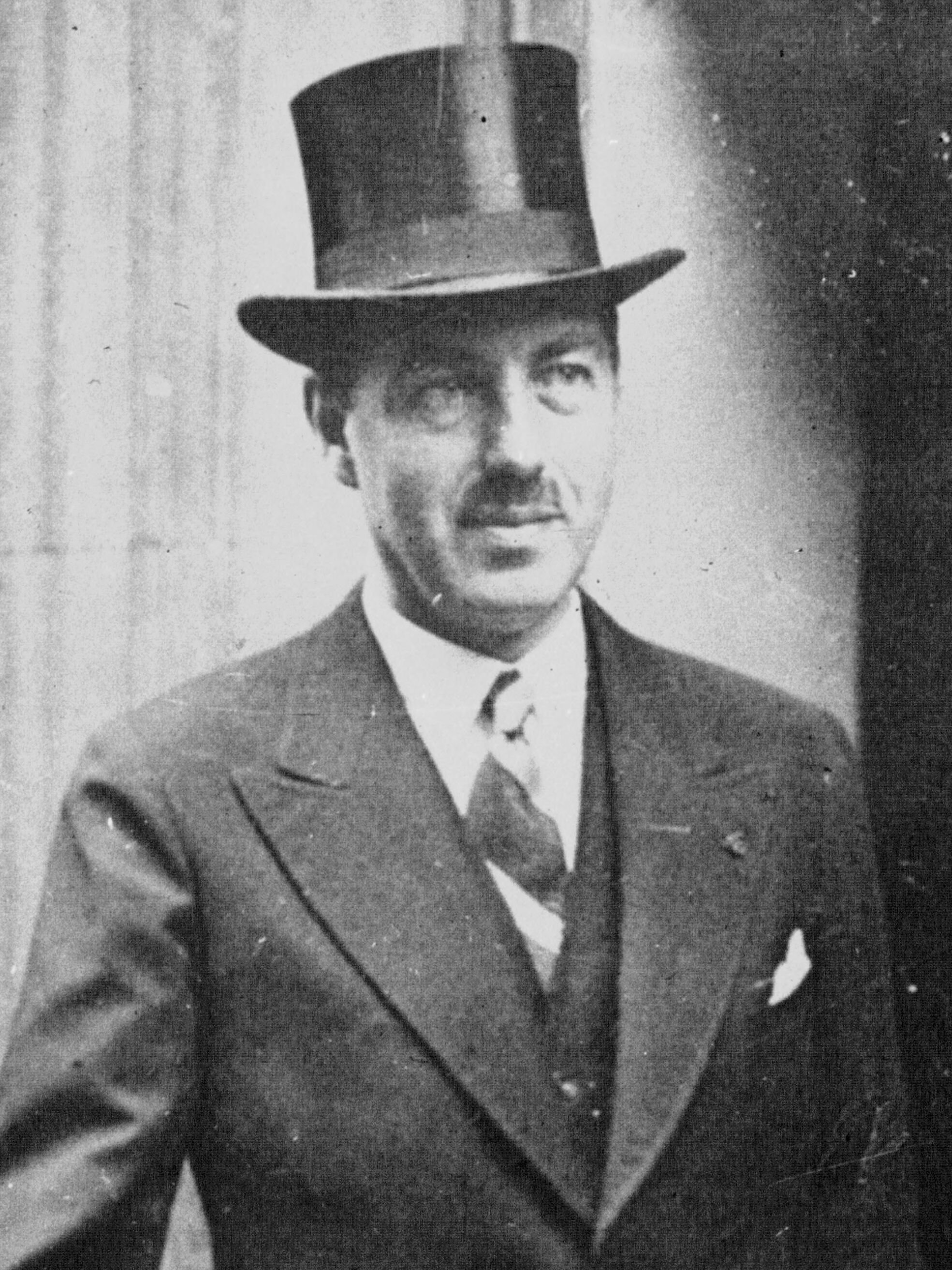
Paul van Zeeland en 1937

### Début de vie politique
Lors de ses jeunes années, Van Zeeland n'avait conçu des ambitions politiques jusqu'au jour que le roi Albert Ier le convoqua pour un entretien pour discuter de problématiques monétaires. Petit à petit, au fil des rendez-vous et des sujets de conversations, le roi, en tant que professeur, enseigna à Van Zeeland les rouages de la vie politique.
C'est en juin 1934, à la suite de l'alliance temporaire des jeunes socialistes et libéraux que, le gouvernement ayant été mis en minorité, Charles de Broqueville dut démissionner en vue charger de constituer un nouveau gouvernement. À la suite du retrait de la vie politique de grandes figures comme Hymans, Janson et Lippens, Gustave Sap obtint le poste de ministre des Finances. Il avait une forte personnalité et se vit imposer deux ministres sans portefeuille : Jules Ingenbleek et Paul van Zeeland. Six semaines après la formation du gouvernement, Paul van Zeeland déposa sa démission en ne pouvant plus supporter de voir adopter des mesures économiques opposées à celles préconisées par le plan de redressement économique et monétaire qu'il avait établi dès son arrivée au cabinet

### Van Zeeland I
Van Zeeland I du 25 mars 1935 au 13 juin 1936, coalition catholique-libérale-socialiste
Le 13 novembre 1934 le gouvernement de Broqueville est démissionnaire. Georges Theunis est alors chargé de composer une nouvelle équipe composée de libéraux et de catholiques, mais elle démissionne le 19 mars 1935. Le 23 mars 1935, Paul van Zeeland se voit confier par le jeune souverain Léopold III la lourde charge de former un gouvernement tripartite. Le 25 mars est donc annoncée la composition de son gouvernement comptant quinze membres, dont trois ministres sans portefeuille.
Durant son mandat, le premier ministre et ministre des affaires étrangères a pour seul objectif le redressement économique de la Belgique, et son programme comprend notamment la prolongation des pouvoirs spéciaux, la stabilisation du franc par une dévaluation (qui permet à la Belgique de voir ses exportations reprendre et entraînera une reprise de l'activité économique), le contrôle du crédit bancaire et la création d'un Institut central hypothécaire.
La première grande réforme du gouvernement Van Zeeland est la dévaluation de 28 % de sa valeur du franc belge afin de mettre un terme à la crise de déflation dont souffrait la Belgique.
Cette opération fut considérée comme un succès par la plupart.
La deuxième réforme est, le 19 avril 1935, la création de l'Office de Redressement Économique (OREC).
La troisième réforme importante fut la conversion des rentes et l'instauration du contrôle bancaire.

### Van Zeeland II
Van Zeeland II du 13 juin 1936 au 24 novembre 1937, coalition catholique-libérale-socialiste
À la suite des élections législatives du 24 mai 1936, un nouveau mouvement, mené par Léon Degrelle sous le nom de Rex, rencontre une ascension fulgurante. Dans ce contexte politique difficile, le roi Léopold III, à la suite du refus de Van Zeeland, charge Émile Vandervelde de former un gouvernement sans succès. Léopold réitère sa demande auprès de Van Zeeland, qui accepte et le 11 juin forme son second gouvernement en laissant tomber la double casquette de premier ministre et de ministre des affaires étrangères. Il présente son gouvernement le 13 juin 1936.
Durant son second mandat, il met sur pieds une série de mesures issues de la Conférence nationale du Travail du 17 juin en menant notamment à la création des premiers congés payés de six jours ouvrables par an, l'assurance obligatoire contre les maladies et l'invalidité et le prolongement de la scolarité obligatoire. De plus, il entreprend la création de nouvelles structures afin d'améliorer le fonctionnement du travail parlementaire comme le Conseil d’État et d'un Centre d’Étude pour la Réforme de l’État.

### Contre Degrelle
La campagne électorale de l'élection partielle du 11 avril 1937 est tumultueuse. Elle oppose principalement Paul Van Zeeland, dont les soutiens s’étendent du Bloc catholique au Parti communiste de Belgique, contre Léon Degrelle, représentant les rexistes. Soutenu par le Bloc catholique, le Parti ouvrier belge, le Parti libéral et le Parti communiste, il remporte l'élection avec une écrasante majorité de 76 % des voix contre seulement 19 % pour Degrelle.
Le 28 juillet 1937, après à sa défaite, Degrelle porte une série d'accusations relatives à l'affaire de la cagnotte évoquée par Sap en pleine campagne électorale. Sap accuse le premier ministre d'avoir perçu une rémunération de la Banque nationale alors qu'il était premier ministre ; Van Zeeland dément vigoureusement. Le gouvernement charge donc Henri de Man, alors ministre des finances, de mener une enquête sur ce sujet. Ce dernier dépose son rapport d'enquête le 18 août 1937, qui est défavorable à Van Zeeland et confirmant que le premier ministre a bien perçu 330 000 francs. Cette contribution était légale, mais l'affaire porte atteinte à la légitimité de Van Zeeland, qui démissionne le 25 octobre 1937.
Même s'il s'est retiré de la vie publique, il ne quitte pas la politique pour autant puisqu'il reste député jusqu'aux élections anticipées du 2 avril 1939.

### Seconde Guerre mondiale
Van Zeeland part pour les États-Unis en 1940 afin de présider la Coordinating Foundation for Refugees.
En 1940, il s'est déclaré auprès de Leo Pasvolsky, assistant spécial de Cordell Hull, secrétaire d'État de Franklin Delano Roosevelt, favorable à un fort leadership américain, capable de créer un nouvel ordre international.
En 1941, il accepte la présidence de la Commission pour l'étude des problèmes d'après-guerre qui est créée par le gouvernement belge de Londres.
Vers la fin de la guerre, en septembre 1944, Paul Van Zeeland se voit confier par Paul-Henri Spaak le poste de Commissaire au rapatriement au titre d'ambassadeur extraordinaire, qu'il occupera jusqu'en juillet 1945, lorsqu'il est satisfait du travail accompli.
En 1946, il devient sénateur co-opté par les membres de la Haute Assemblée.
Il ne cesse durant ces années de mener des missions de conseiller à travers le monde.

### Retour aux Affaires étrangères
Le 11 aout 1949, Van Zeeland devient ministre des affaires étrangères du gouvernement dirigé par Gaston Eyskens. Il reste en place jusqu'en 1954.
Durant cette période, il joue un rôle majeur dans la construction européenne, notamment en contribuant à la mise sur pied de la CECA et la CED. Il signe au nom de la Belgique l’adhésion à la CECA et représente la Belgique au sein de l'OTAN.
Il participe également à la création du groupe Bilderberg.

### Retrait de la vie publique et fin de vie
Le 31 mars 1956, Van Zeeland se retire pour de bon de la vie politique en rendant son mandat de sénateur. Il devient conseiller général de la Banque de Bruxelles et est nommé à la présidence de la Banque belge d'Afrique. Le roi Baudouin lui donne le 31 juillet 1963 le titre de vicomte, transmissible par ordre de primogéniture, pour service rendu.
À partir des années 1960, son état de santé se détériore. En 1967, il est victime de sa première embolie. Fort affecté par le décès de son épouse en 1972, il décède le 24 novembre 1973.

## Distinction
- Grand officier de l'ordre de la Couronne en 1934.

## Ouvrages
- Van Zeeland, Paul. Regards sur l'Europe : 1932, Office de publicité: Bruxelles, 1933. 252 p.
- Van Zeeland, Paul; VanLoock, Louis. Petits pays et organisation internationale (Radar),Ed.de la Cité: Bruxelles, 1945. 48 p.